# Kugelschreibermesser

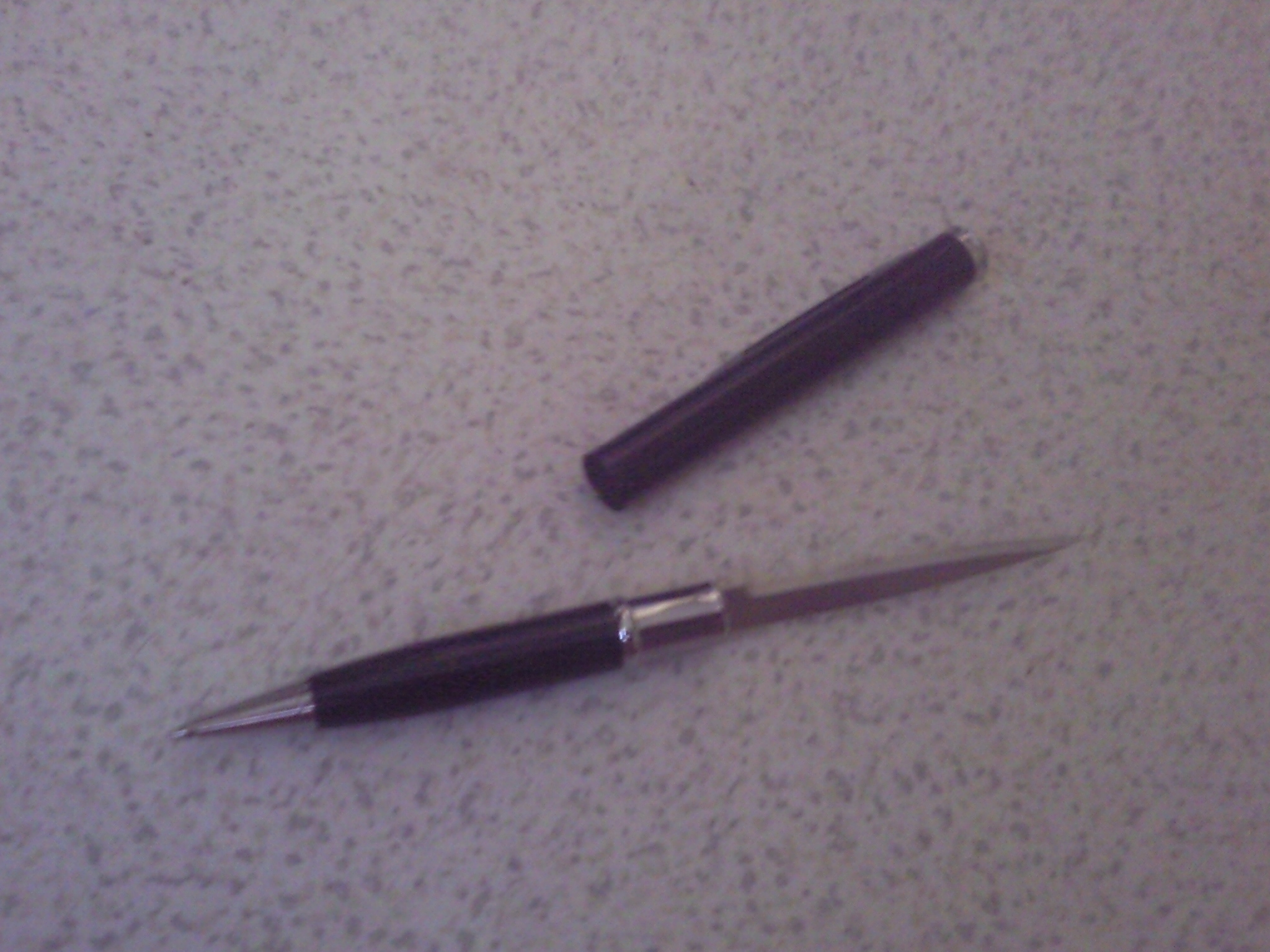
Geöffnetes Kugelschreibermesser

Kugelschreibermesser sind Messer mit feststehender Klinge, die in der Form eines Kugelschreibers gestaltet sind. Die Klinge wird erst nach dem Abziehen bzw. Abschrauben der hinteren Kappe sichtbar. 
Kugelschreibermesser können je nach Staat unterschiedlich reglementiert werden. In Deutschland gelten Kugelschreibermesser mit kurzer, einseitiger Klinge nicht als Verbotene Gegenstände im Sinne des § 2 WaffG, da solche Messer für ein kraftvolles Zustoßen ungeeignet sind.